# Hugo de Brito Machado
Hugo de Brito Machado (Piracuruca, 6 de maio de 1940 — Fortaleza, 15 de abril de 2023) foi um jurista brasileiro. Reconhecido como um dos principais tributaristas do Brasil, foi professor titular da Universidade Federal do Ceará (UFC), desembargador federal do Tribunal Regional Federal da 5ª Região e membro da Academia Brasileira de Direito Tributário, da International Fiscal Association e outras instituições especializadas no seu campo de atuação.

## Biografia
De origem humilde e com formação técnica em contabilidade, ele ingressou no ensino superior iniciando os seus estudos jurídicos na Faculdade de Direito da Universidade Federal do Ceará, onde bacharelou-se em 1966.
Em 1986, ele defendeu dissertação de mestrado na Faculdade de Direito da Universidade Federal do Ceará.
Já consagrado com o título de notório saber pela mesma instituição de ensino onde obteve o seu mestrado e lecionava por década, aos 69 anos de idade, ele defendeu sua tese de doutorado em 2009, obtendo o título de doutor em direito pela Faculdade de Direito da Universidade Federal de Pernambuco.
Foi professor na Universidade Federal do Ceará (UFC), onde lecionou nas disciplinas de Direito Tributário, Ciências das Finanças e Direito Financeiro. Após sua aposentadora, continuaria a atuar no programa de pós-graduação em direito dessa instituição de ensino na condição de professor visitante.
Além de ter uma atuação acadêmica no campo jurídico, ele também foi um destacado operador do direito, tendo atuado como procurador da República no Ministério Público Federal (MPF), juiz federal na seção judiciária situada em Fortaleza e, posteriormente, como desembargador federal do Tribunal Regional Federal da 5ª Região, situado em Recife, onde se aposentou na magistratura.

## Legado
Hugo de Brito Machado deixou uma contribuição relevante para o ensino do direito tributário no Brasil especialmente em virtude de seu livro Curso de Direito Tributário, publicado pela editora Malheiros, ser considerado uma das principais obras de direito tributário no país, tendo alcançado mais de 40 (quarenta) edições.

## Homenagens
Recebeu o Troféu Sereia de Ouro em 2014 pela TV Verdes Mares em parceria com a Fundação Edson Queiroz. Naquela oportunidade, ele contava com uma obra jurídica composta por 73 livros e livretos, 118 capítulos de livros e 286 artigos.

## Obra
- Curso de Direito Tributário (mais de 40 edições)[1][2][3];
- Comentários ao Código Tributário Nacional (3 volumes);
- Mandado de Segurança em Matéria Tributária (2023 - mais de 5 edições)
- Crimes Contra a Ordem Tributária (2022 - 5ª edição);
- Curso de direito constitucional tributário (2015 - 2ª edição);
- Os Princípios Jurídicos da Tributação na Constituição de 1988 (1989) [5];
- Temas de Direito Tributário (1993);
- Temas de Direito Tributário - Volume II (1994);
- Uma Introdução ao Estudo do Direito (2000);
- Estudos de Direito Penal Tributário (2002);
- Direitos Fundamentais do Contribuinte e a Efetividade da Jurisdição (2009);
- Lei complementar tributária (2010);
- Introdução ao Estudo do Direito (2012);
- Teoria Geral de Direito Tributário (2015);
- Planejamento tributário (2016);
- Responsabilidade pessoal do agente público por danos ao contribuinte (2017);
- Normas gerais de direito tributário (2018).